# Marianne (serie de televisión)
Marianne es una serie de televisión francesa creada y dirigida por Samuel Bodin. Escrita por Bodin y Quoc Dang Tran, la serie fue protagonizada por Victoire Du Bois, Lucie Boujenah y Tiphaine Daviot. La trama gira en torno a la joven novelista Emma, quien debe enfrentar en la realidad a los personajes supuestamente ficticios de sus novelas de terror. La serie fue estrenada el 13 de septiembre de 2019 en Netflix. La serie fue cancelada después una temporada.

## Reparto
- Victoire Du Bois : Emma Larsimon
- Lucie Boujenah : Camille
- Tiphaine Daviot : Aurore
- Ralph Amoussou : Séby
- Bellamine Abdelmalek : Arnaud
- Mehdi Meskar : Tonio
- Alban Lenoir : Inspector Ronan[3]
- Mireille Herbstmeyer : Sra. Daugeron
- Corinne Valancogne : Sra. Larsimon
- Patrick d'Assumçao : Xavier
- Pierre Aussedat : Sr. Larsimon

## Episodios
| N.º | Título               | Dirigido por | Escrito por                 | Fecha de lanzamiento original |
| --- | -------------------- | ------------ | --------------------------- | ----------------------------- |
| 1   | «En tus sueños»      | Samuel Bodin | Samuel Bodin Quoc Dang Tran | 13 de septiembre de 2019      |
| 2   | «Es una tradición»   | Samuel Bodin | Samuel Bodin Quoc Dang Tran | 13 de septiembre de 2019      |
| 3   | «No soy fácil»       | Samuel Bodin | Samuel Bodin Quoc Dang Tran | 13 de septiembre de 2019      |
| 4   | «Momento encantador» | Samuel Bodin | Samuel Bodin Quoc Dang Tran | 13 de septiembre de 2019      |
| 5   | «Tú la abandonaste»  | Samuel Bodin | Samuel Bodin Quoc Dang Tran | 13 de septiembre de 2019      |
| 6   | «¿Por el recuerdo?»  | Samuel Bodin | Samuel Bodin Quoc Dang Tran | 13 de septiembre de 2019      |
| 7   | «Éramos muy jóvenes» | Samuel Bodin | Samuel Bodin Quoc Dang Tran | 13 de septiembre de 2019      |
| 8   | «Y es martes»        | Samuel Bodin | Samuel Bodin Quoc Dang Tran | 13 de septiembre de 2019      |